# Prestoea decurrens
Prestoea decurrens är en enhjärtbladig växtart som först beskrevs av Hermann Wendland och Karl Ewald Maximilian Burret, och fick sitt nu gällande namn av Harold Emery Moore. Prestoea decurrens ingår i släktet Prestoea och familjen Arecaceae. Inga underarter finns listade i Catalogue of Life.